# أندري ميرونوف (لاعب كرة قدم)
أندري ميرونوف (بالروسية: Андрей Миронов)‏ هو لاعب كرة قدم روسي في مركز الوسط، ولد في 4 يناير 1997 في قازان في روسيا. لعب مع روبين قازان.